# Johann Wolfgang Brügel
Johann Wolfgang Brügel (* 3. Juli 1905 in Auspitz, Österreich-Ungarn; † 15. November 1986 in London) war ein tschechoslowakischer Jurist und Publizist.

## Leben
Johannes Brügel, Sohn des Richters Julius Brügel, studierte von 1923 bis 1928 Rechtswissenschaften an der Deutschen Universität Prag, an der er 1928 zum Dr. jur. promoviert  wurde. Danach wurde er Beamter der tschechoslowakischen Staatsverwaltung. Ab 1924 engagierte er sich in der Deutschen Sozialdemokratischen Arbeiterpartei (DSAP) und wurde von 1930 bis 1938 Privatsekretär des DSAP-Vorsitzenden und Sozialministers Ludwig Czech.
1939 emigrierte er nach Frankreich und schrieb unter dem Pseudonym Walter Brünner in sozialistischen Zeitschriften. 1940 ging er nach Großbritannien und arbeitete als Beamter der tschechoslowakischen Exilregierung, er schloss sich der Zinner-Gruppe an. Zwar konnte er nach dem Ende des Zweiten Weltkriegs in die Tschechoslowakei zurückkehren. Doch musste er 1946 aus politischen Gründen erneut nach Großbritannien emigrieren. Brügel verfasste zahlreiche Studien auf dem Gebiet der Zeitgeschichte und übersetzte unter anderem Werke des britischen Historikers und Holocaustforschers Gerald Reitlinger ins Deutsche. 
Drei Jahre nach seinem Tod am 15. November 1986 in London wurde Brügel 1989 zum Ehrenbürger seiner Geburtsstadt Hustopeče (Auspitz) ernannt. Im Jahre 1991 wurde er mit dem Masaryk-Orden ausgezeichnet.

## Schriften (Auswahl)
- Tschechen und Deutsche. 1918–1938. Nymphenburger Verlagshandlung, München 1967
- Friedrich Adler vor dem Ausnahmegericht 18. und 19. Mai 1917. Hrsg. und eingeleitet von J. W. Brügel. Wien : Europa Verlag, 1967
- Czechoslovakia before Munich : The German minority problem and British appeasement policy. Cambridge University Press, London 1973
- (Herausgeber): Stalin und Hitler. Pakt gegen Europa. Europa-Verlag, Wien 1973, ISBN 3-203-50452-9
- Tschechen und Deutsche. 1939–1946. Nymphenburger Verlagshandlung, München 1974, ISBN 3-485-03543-2
- Zur Geschichte der Zinnergruppe, hrsg. für die Arbeitsgemeinschaft ehemaliger deutscher Sozialdemokraten in der Tschechoslowakei von Rudolf Zischka, Tann/Niederbayern, ohne Jahr